# Mount Majura
Der Mount Majura ist ein 890 Meter hoher Hügel in Australien sowie die höchste Erhebung der Hauptstadt Canberra und des Australian Capital Territory. Er liegt in der Nähe des bekannteren Mount Ainslie und ist Teil des Canberra-Naturparks.

## Beschreibung
Der Mount Majura erhebt sich am Ostrand des Stadtteils Hackett, der zum Bezirk North Canberra gehört. Geologisch gesehen ist er ein erloschener Vulkan aus dem Silur-Zeitalter vor rund 425 Millionen Jahren. Er besteht überwiegend aus Dazit und Ignimbrit sowie kleineren Mengen an pyroklastischen Sedimenten und Tonschiefer.
Auf dem Gipfel befindet sich eine Befeuerungsanlage für den Luftverkehr zum Flughafen Canberra. Dazu gehören auch zwei Radarsysteme sowie Sender und Empfänger verschiedener Telekommunikationsanbieter. Im Gegensatz zum Mount Ainslie führt keine öffentlich zugängliche Straße hinauf; diese dient in erster Linie als Zubringer zur Radarstation und ist deshalb meist gesperrt. Es gibt jedoch mehrere Wanderwege und Mountainbike-Pfade bis hinauf zum Gipfel. Letztere werden von einer Freiwilligenorganisation unterhalten. Der Hügel ist mit einheimischen australischen Bäumen bewachsen, hauptsächlich Eukalypten.

## Einzelnachweise

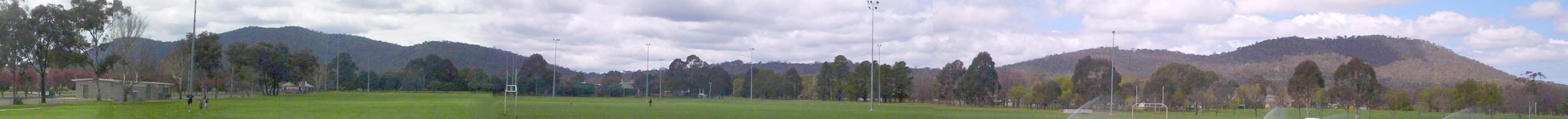
Mount Majura (links) und Mount Ainslie (rechts)